# Eric Urban
Eric Jean-Paul Urban é um matemático francês, que trabalha com teoria algébrica dos números e geometria aritmética.
Urban obteve um doutorado em 1995 na Universidade Paris-Sul em Orsay, orientado por Jacques Tilouine, com a tese Arithmétique des formes automorphes pour GL(2) sur un corps imaginaire quadratique. É professor da Universidade Columbia.
Na teoria de Iwasawa anunciou com Christopher Skinner em 2002 uma prova da conjectura principal para a "Equação 2", que foi publicada como preprint em 2010 e em um periódico em 2014.
Em 2011 esteve no Instituto de Estudos Avançados de Princeton. Foi palestrante convidado do Congresso Internacional de Matemáticos em Madrid (2006, com Skinner: Vanishing of L-functions and ranks of Selmer groups).

## Obras
- Eigenvarieties of reductive Groups, Annals of Math., Volume 174, 2011, p. 1685–1784